# Min-Liang Tan

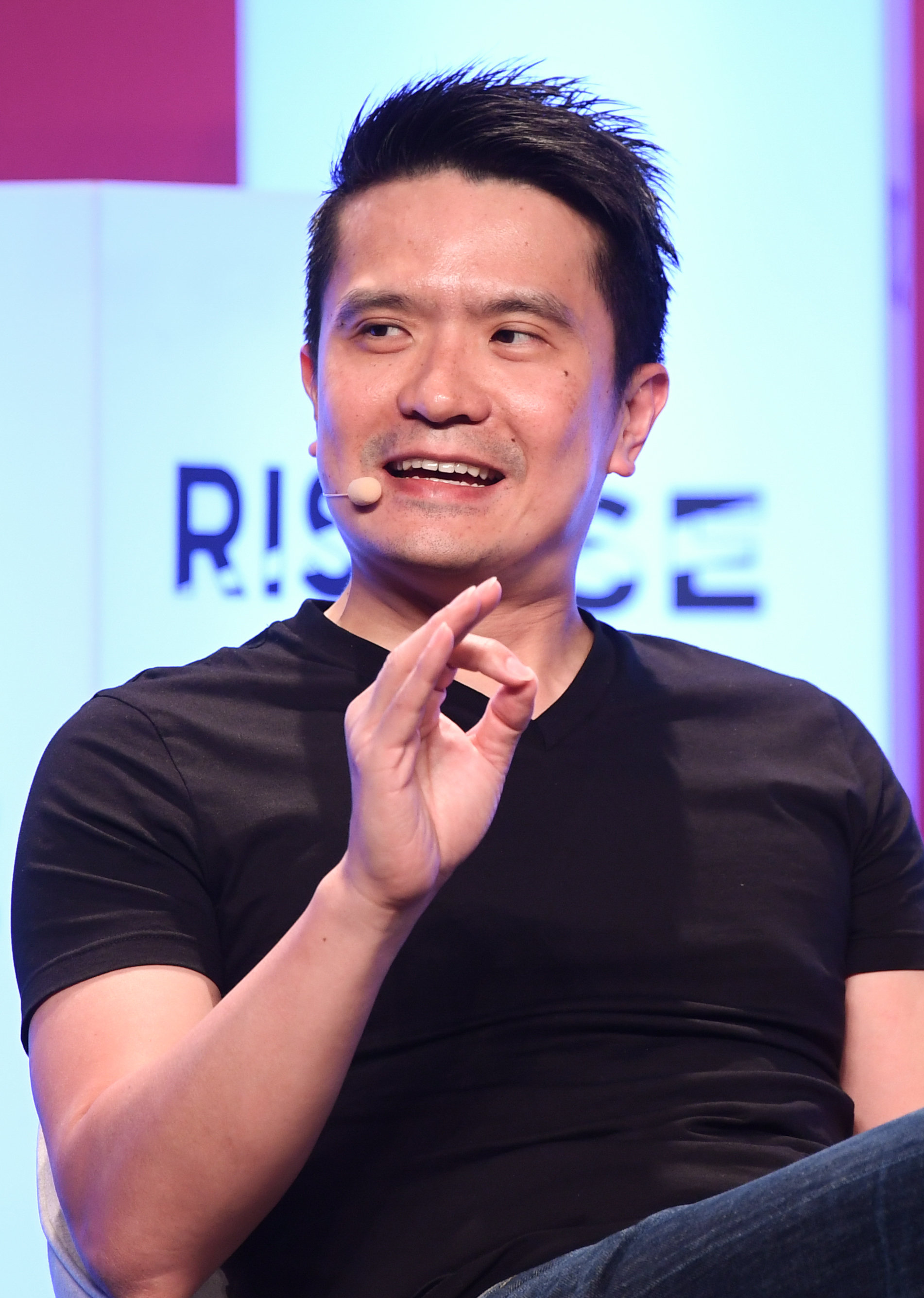
Tan Min Liang (2019)

Tan Min Liang (chinesisch 陳民亮, Pinyin Chén Mínliàng) (geboren 5. November 1977 in Singapur) ist ein singapurischer Unternehmer und ehemaliger Anwalt. Er ist vor allem als Mitbegründer, Chief Executive Officer (CEO) und Creative Director des Gaming-Hardware-Unternehmens Razer Inc. sowie als CEO von THX bekannt. Er beaufsichtigt das Design und die Entwicklung aller Razer-Produkte. Tan war Anwalt, bevor er Razer zusammen mit Robert Krakoff gründete.
Tan debütierte 2016 auf der Forbes Singapore Rich List mit einem Nettovermögen von 600 Millionen US-Dollar und wurde im Alter von 40 Jahren mit einem Nettovermögen von 1,3 Milliarden US-Dollar der jüngste Selfmade-Milliardär Singapurs, als Razer 2017 an die Börse ging.
Neben Razer ist Tan ein Gründungsmitglied der Open-Source-Virtual-Reality-Plattform, deren Ziel es ist, einen gemeinsamen Standard für das Design von VR-Programmen zu schaffen. Die nächste Grenze für Razer soll im Bereich der virtuellen Realität liegen. Tan hofft auf die Schaffung einer ganzen Virtual-Reality-Industrie und zitiert, dass die Aussichten in den Bereichen Unterhaltung, Gesundheitswesen und militärische Anwendungen "phänomenal" sind. Tan ist Vorstandsmitglied des Intellectual Property Office of Singapore (IPOS).

## Leben
Geboren am 5. November 1977 in Singapur als Sohn von Tan Kim Lee, einem Immobilienberater, und Low Ken Yin, einer Hausfrau, ist Tan das jüngste von vier Kindern in seiner Familie. Da er in Singapur aufgewachsen ist, spricht er fließend Mandarin-Chinesisch und Englisch. Zwei von Tans Geschwistern wurden schließlich Ärzte, einer davon ist der renommierte Klinik-Wissenschaftler Tan Min Han (der auch Gründer, CEO und medizinischer Direktor des singapurischen Unternehmens für genomische Medizin Lucence Diagnostics ist), ein anderer wurde Anwalt und der letzte ist ein Ex-Anwalt.
Tan besuchte die Raffles Institution und das Hwa Chong Junior College, bevor er die Universität besuchte, und schloss sein Studium an der juristischen Fakultät der National University of Singapore (NUS Law) ab. Tan schloss sein Studium mit einem Master of Laws ab und war unter den Top 20 in seiner postgradualen Jura-Klasse, als er 2002 seinen Abschluss machte.